# Darʿā
Darʿa (arabisch درعا, DMG Darʿā, auch Dera, Daraʿa; im Alten Testament אֶדְרֶעִי ʾEdreʿî, altgriechisch Ἀδράα Adraa; im Mittelalter arabisch أذرِعات Adhriʿat, DMG Aḏriʿāt) ist die Hauptstadt des Gouvernements Darʿā im Südwesten von Syrien.

## Lage
Darʿa liegt auf 530 Meter Höhe in der Hauran-Region, etwas über 100 Kilometer südlich von Damaskus an der Schnellstraße nach Amman, 5 Kilometer nördlich der jordanischen Grenze.
|                       | Jan  | Feb  | Mär  | Apr  | Mai  | Jun  | Jul  | Aug  | Sep  | Okt  | Nov  | Dez  |   |       |
| Mittl. Tagesmax. (°C) | 13,3 | 14,7 | 18,0 | 23,6 | 28,5 | 31,3 | 32,6 | 32,6 | 31,3 | 27,8 | 21,0 | 15,2 | ⌀ | 24,2  |
| Mittl. Tagesmin. (°C) | 3,2  | 4,0  | 6,0  | 9,3  | 12,5 | 15,8 | 18,3 | 18,6 | 16,5 | 12,8 | 7,8  | 4,6  | ⌀ | 10,8  |
|                       |      |      |      |      |      |      |      |      |      |      |      |      |   |       |
| Niederschlag (mm)     | 60,9 | 49,4 | 42,3 | 15,2 | 3,4  | 1,0  | 0,0  | 0,0  | 0,4  | 9,4  | 22,9 | 45,9 | Σ | 250,8 |
|                       |      |      |      |      |      |      |      |      |      |      |      |      |   |       |
| Regentage (d)         | 10   | 11   | 7    | 4    | 1    | 0    | 0    | 0    | 0    | 2    | 5    | 8    | Σ | 48    |

| 3,2 |

| 4,0 |

| 6,0 |

| 9,3 |

| 12,5 |

| 15,8 |

| 18,3 |

| 18,6 |

| 16,5 |

| 12,8 |

| 7,8 |

| 4,6 |

| 3,2 |

| 4,0 |

| 6,0 |

| 9,3 |

| 12,5 |

| 15,8 |

| 18,3 |

| 18,6 |

| 16,5 |

| 12,8 |

| 7,8 |

| 4,6 |

## Demographie
Die Stadt hat 97.969 Einwohner nach der Volkszählung 2004, überwiegend Sunniten. 1942 gab es 10.000 Einwohner.

## Infrastruktur
Bei Darʿā befindet sich ein palästinensisches Flüchtlingslager mit etwa 6000 Flüchtlingen.
Seit 1908 war die Stadt ein Bahnknotenpunkt der Hedschasbahn. Hier zweigte von der Hauptlinie Damaskus – Medina die Zweigstrecke durch die Täler von Jarmuk und Jesreel zum Mittelmeerhafen Haifa ab (seit 1946 unterbrochen) und eine weitere Zweigstrecke in östlicher Richtung zum etwa 40 km entfernt gelegenen Bosra. Wirtschaftliche Basis der Stadt ist die Landwirtschaft. Die Stadt ist Marktstadt für die umliegende Region, in der hauptsächlich Weizen und Gerste angebaut wird.
In der Stadt befindet sich die Al-ʿOmari-Moschee.

## Geschichte

### Frühgeschichte (Edreï)
Nach der biblischen Überlieferung war Edreï eine Stadt des amoritischen Königs Og, bevor es von den Israeliten bei der Landnahme erobert wurde (Num 21,33–35 ; Dtn 1,4 , 3,1–11 ; Jos 12,4 ). Es wurde Teil des Siedlungsgebiets des Stammes Manasse (Jos 13,12.31 ). Bis zur Eroberung von Aram-Damaskus 733 v. Chr. durch die Assyrer rivalisierten die Israeliten mit den Damaszenern um die Vorherrschaft in diesem Gebiet. Die Stadt war ein wichtiges Handelszentrum, insbesondere für Getreide, und bekannt für seinen Wein und sein Öl.

### Antike (Adraa)
218 v. Chr. wurde Adraa, nunmehr Hauptstadt von Batanea, von den Seleukiden unter Antiochos III. erobert.
In hellenistisch-römischer Zeit gehörte Adraa zur Dekapolis und wurde Teil des Nabatäerreiches. Zusammen mit diesem wurde es 106 n. Chr. Teil der römischen Provinz Arabia Petraea. Die Stadt prägte eigene Münzen mit Darstellungen der Gottheiten Tyche, Dusares, Athene und Herakles. Nahe der Stadt gibt es sowohl griechische als auch römische Altertümer zu sehen, darunter auch ein zerstörtes Theater.
In der Spätantike war die Stadt Sitz eines Bischofs, der an den Konzilen von Seleukia und Chalkedon teilnahm. Auf das Bistum geht das Titularbistum Adraa der römisch-katholischen Kirche zurück.

### Mittelalter (Adhriʿat)
613 oder 614 wurde die Stadt im Rahmen der Auseinandersetzungen zwischen dem Byzantinischen Reich und den persischen Sassaniden von den Persern eingenommen und die Olivenhaine zerstört.
Aus dieser Zeit wird außerdem von einer bedeutenden jüdischen Gemeinde in Adhriʿat berichtet. Die Banu Nadir, die 628 von Mohammed endgültig von der arabischen Halbinsel vertrieben worden waren, schlossen sich der Gemeinde an.
Schon während des Kalifats von Abū Bakr (632–634) allerdings unterwarfen die Einwohner der Stadt sich den Muslimen. Nur kurze Zeit später, im Jahr 636, wurde die Schlacht am Jarmuk, die entscheidende Schlacht zwischen Byzantinern und Muslimen, in der Nähe von Adhriʿat geschlagen. Der Kampf endete mit einem eindeutigen Sieg der muslimischen Seite. Der dritte umayyadische Kalif Muʿāwiya II. (683–684) soll in Adhriʿat geboren worden sein.
906 fiel die Bevölkerung einem Massaker durch die aufständischen Qarmaten zum Opfer.
In Schriften der Kreuzfahrer wird Adhriʿat als „Stadt von Bernard d’Étampes“ erwähnt. Ein anderer in dieser Zeit gebräuchlicher Name lautet Adratum.
Die al-ʿOmari-Moschee wurde im Jahre 1253 während der Herrschaft der Ayyubiden unter Verwendung antiken Baumaterials errichtet.
In mamlukischer und osmanischer Zeit war Adhriʿat als Hauptstadt von Bathaniyya Teil der Provinz Damaskus.

### Moderne (Darʿa)
Als wichtige Station der muslimischen Pilgerfahrt und bedeutendes Handelszentrum war Darʿa ein Verkehrsknotenpunkt, der durch den Bau der Hedschasbahn 1908 noch an Bedeutung gewann.
Der osmanische Versuch im Ersten Weltkrieg auf Seiten der Mittelmächte, den Suezkanal zu blockieren, um so die Verbindungen zwischen den Teilen des Britischen Imperiums auf weite Umwege zu zwingen und im Falle eines Sieges das bis 1882 osmanische Chedivat Ägypten dem britischen Einfluss wieder zu entreißen, endete schließlich mit der Niederlage und Auflösung des Osmanischen Reiches. Die Seeblockade durch die überlegene britische Royal Navy zwang den Vorstoß gen Ägypten auf dem Schienenweg voranzubringen, womit der Bahnknoten Darʿa wichtiges Logistikzentrum der Kriegsanstrengungen wurde. 
Den 1915 durch die Osmanische Armee eröffneten Sinaifeldzug trieben siegreiche Gegenvorstöße der Egyptian Expeditionary Force der Triple Entente vom ägyptischen Sinai immer weiter nordostwärts 1917 über die osmanische Grenze zurück, durchs Mutesarriflik Jerusalem ab April 1918 an die Grenzen des Sandschak Nablus im Vilâyet Syrien, welche beide Gebiete (Jerusalem und Nablus) westliche Pilger, Theologen, Historiker und Geographen als Teil Palästinas ansahen, weshalb die Kriegsberichte von Palästinafront sprechen.
Mit den Schlachten in der Scharonebene, um Nablus und bei Megiddo vom 19. bis 25. September 1918 schoben die Entente-Streitkräfte die Palästinafront ins osmanisch-libanesische Vilâyet Beirut, wo sie Nazareth und Haifa und ins osmanische Vilâyet Syrien, wo sie Dschenin und Nablus und östlich des Jordans Amman, eroberten. Die Streitkräfte der Mittelmächte (osmanische Armee, deutsches Asienkorps und Österreich-Ungarns Truppen in Palästina) waren gezwungen sich per Bahnstrecke Haifa–Darʿā gen Damaskus zurückzuziehen. Doch im Rahmen der antiosmanischen, von der Entente unterstützten Arabischen Revolte griffen arabische Kämpfer des Scherifen von Mekka zur gleichen Zeit die Verkehrswege um Darʿa an. 
Sie zerstörten mit Sprengsätzen die Gleise der für den Transport wichtigen Hedschasbahn, um osmanische Truppen zu binden. Angeführt von T. E. Lawrence und unterstützt von Kampfflugzeugen der britischen Luftwaffe gelang es den Beduinen die Stadt zu isolieren. Auf Grund dieser Belagerung und den Rückschlägen an der Ammanfront zogen sich die osmanischen Truppen aus Darʿa zurück, um sich zur Verteidigung von Damaskus neu zu sammeln. Damit war die Bahnlogistik in Darʿa für die Mittelmächte aufgegeben. In einem Brief schilderte Lawrence später, dass er bei der heimlichen Erkundung Darʿas verraten und vom osmanischen Kommandanten verhaftet worden sei. In dessen Gewahrsam sei er gefoltert und sexuell missbraucht worden. Allerdings wird diese Darstellung von einigen Historikern bezweifelt.
Die Aufständischen konnten immer wieder die sich zurückziehenden Truppen attackieren und den Rückzug stören. Dabei kam es bei den Verfolgungskämpfen zu schweren Massakern durch irreguläre arabische Truppen an Angehörigen der sich bereits in Auflösung befindlichen osmanischen Verbände. Am 27. September nahm die Kavallerie der revoltierenden Araber kampflos ein. Kurz darauf schlossen sie sich den von Westen kommenden Entente-Streitkräften an und rückten zusammen umgehend auf Damaskus vor. Am 30. September standen die Entente-Kräfte in den Außenbezirken von Damaskus, und einen Tag später war die Stadt in britischer Hand.

## Bürgerkrieg in Syrien

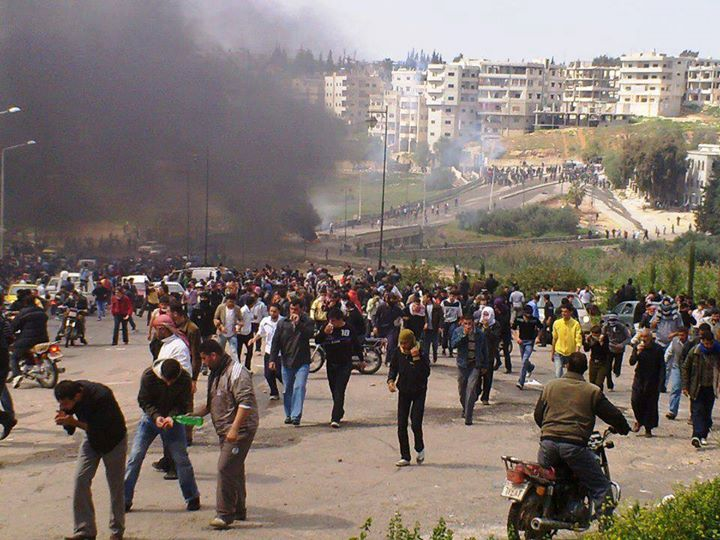
Protest 2013

Darʿā war Ausgangspunkt der ersten Proteste gegen die Regierung Baschar al-Assads und damit auch Anstoßpunkt für den Bürgerkrieg in Syrien. Im Februar 2011 wurden 15 Kinder in Darʿa festgenommen und beschuldigt, regimekritische Parolen an das Schulgebäude gemalt zu haben. Die Eltern der Kinder berichteten, dass ihre Kinder im Gefängnis geschlagen und gefoltert worden seien.
Im Bereich der Al-ʿOmari-Moschee kam es daraufhin im März 2011 zu Protesten und in dessen Folge zur Erstürmung der Moschee durch Sicherheitskräfte. Dabei gab es mehrere Tote und Verletzte. Der Tod des 13-jährigen Jungen Hamza ʿAli al-Khatib, der mit seinem Vater am 29. April 2011 zu einer Demonstration im Dorf Jisa nahe Darʿa gegangen war, wurde zum Symbol für die Brutalität des Assad-Regimes. Die Festnahme und anschließende Ermordung des Teenagers löste im ganzen Land Empörung und Demonstrationen aus.
Am 5. Februar 2016 gelang es der Regierung, mit Hilfe russischer Luftangriffe und den in Syrien agierenden Hisbollah-Milizen die von Rebellen besetzte, nördlich von Darʿa liegende Kleinstadt Athman zurückzuerobern.
Nach einer Offensive, die am 19. Juni 2018 begonnen hatte und von Luftangriffen begleitet wurde, gaben die in der Stadt verbliebenen Rebellen Darʿa am 12. Juli auf und die syrische Armee marschierte ein.
Nach Angaben der Syrischen Beobachtungsstelle für Menschenrechte übernahmen Anfang Dezember 2024 Rebellen wieder die Kontrolle.